# Stare Radzikowo
Stare Radzikowo – wieś sołecka w Polsce położona w województwie mazowieckim, w powiecie płońskim, w gminie Czerwińsk nad Wisłą.
W latach 1975–1998 miejscowość administracyjnie należała do województwa płockiego.

## Historia
Pierwsza wzmianka o Radzikowie pochodzi z 1221 r. Na terenie wsi znajdują się dwa grodziska. Starsze tzw. "Gaik" szacowane na VI-VII wiek miało charakter miejsca kultowego, a młodsze tzw. "Okop" na XII wiek (ok. 750 m na północny zachód od kościoła, przecięte szosą Czerwińsk-Płońsk). We wsi znajduje się też cmentarzysko zniszczone przypadkowymi rozkopywaniami.
W 1060 roku na wzgórzu sąsiadującym z grodem wzniesiony został kościół. Od XII w. we wsi znajduje się parafia pw. św. Jana Chrzciciela. Prawdopodobnie parafia powstała z fundacji książąt mazowieckich. Wówczas zbudowano drewniany kościół w Radzikowie, a w 1249 r. wymieniony jest proboszcz Wrotsław, pełniący równocześnie obowiązki kapelana dworu książęcego. Jedna z kolejnych świątyń, zapewne druga lub trzecia na tym miejscu, która pojawia się w wizytacji z 1599 r., została spalona przez Szwedów na początku XVIII w.
W 1712 r. powstał nowy kościół z fundacji starosty zakroczymskiego Ludwika Antoniego Lasockiego oraz Tomasza Rumockiego (Romockiego), dziedzica wsi Nieborzyn, znajdującej się na terenie parafii. Konsekracji zachowanej do dzisiaj świątyni dokonał 19 maja 1739 r. biskup sufragan płocki Marcin Załuski.
Obok budynku Niepublicznej Szkoły Podstawowej znajduje się kamień i Dąb Pamięcipoświęcony pamięci urodzonego w Radzikowie majora łączności Bolesława Jakubiaka (1891-1940), kawalera Orderu Virtuti Militari, zamordowanego w Katyniu. 
Z powodu małej liczby wiernych, kościół i parafię w Radzikowie nadzoruje proboszcz parafii Grodziec.